# Sitora Normurodova
Sitora Normurodova (engl. Transkription Sitora Normuradova; * 3. Juli 2002) ist eine usbekische Tennisspielerin.

## Karriere
Normurodova spielte 2021 ein Einzel und drei Doppel für die usbekische Billie-Jean-King-Cup-Mannschaft, wovon sie ein Doppel gewinnen konnte.